# Boèhütte
Horská chata Boèhütte (italsky Rifugio Boè, původně Bambergerhütte) je horská chata (útočiště) spolku Società degli Alpinisti Tridentini (SAT) nalézající se v horské skupině Sella v Dolomitech v nadmořské výšce 2873 m pod vrcholem Piz Boè. Je to jedna z nejvýše položených chat v Dolomitech. 

## Poloha a okolí
Horská chata Boèhütte se nachází ve výšce 2873 m n. m. (podle jiných údajů 2871 m n. m.) ve středu náhorní plošiny Sella asi 700 m severozápadně od Piz Boè a nedaleko od Col Turond (2927 m). Sedlo, v němž se chata nachází, tvoří přechod mezi údolím Mittagstal na severovýchodě a údolím Val Lasties na jihozápadě. Severně od chaty se nachází vrcholy Sas de Mesdi (2978 m) a Forcella d'Antersas (2839 m). Několik metrů východně od chaty se nachází zemská hranice mezi provinciemi Trentino a Jižní Tyrolsko, i když chata je stále na území Trentina.

## Historie

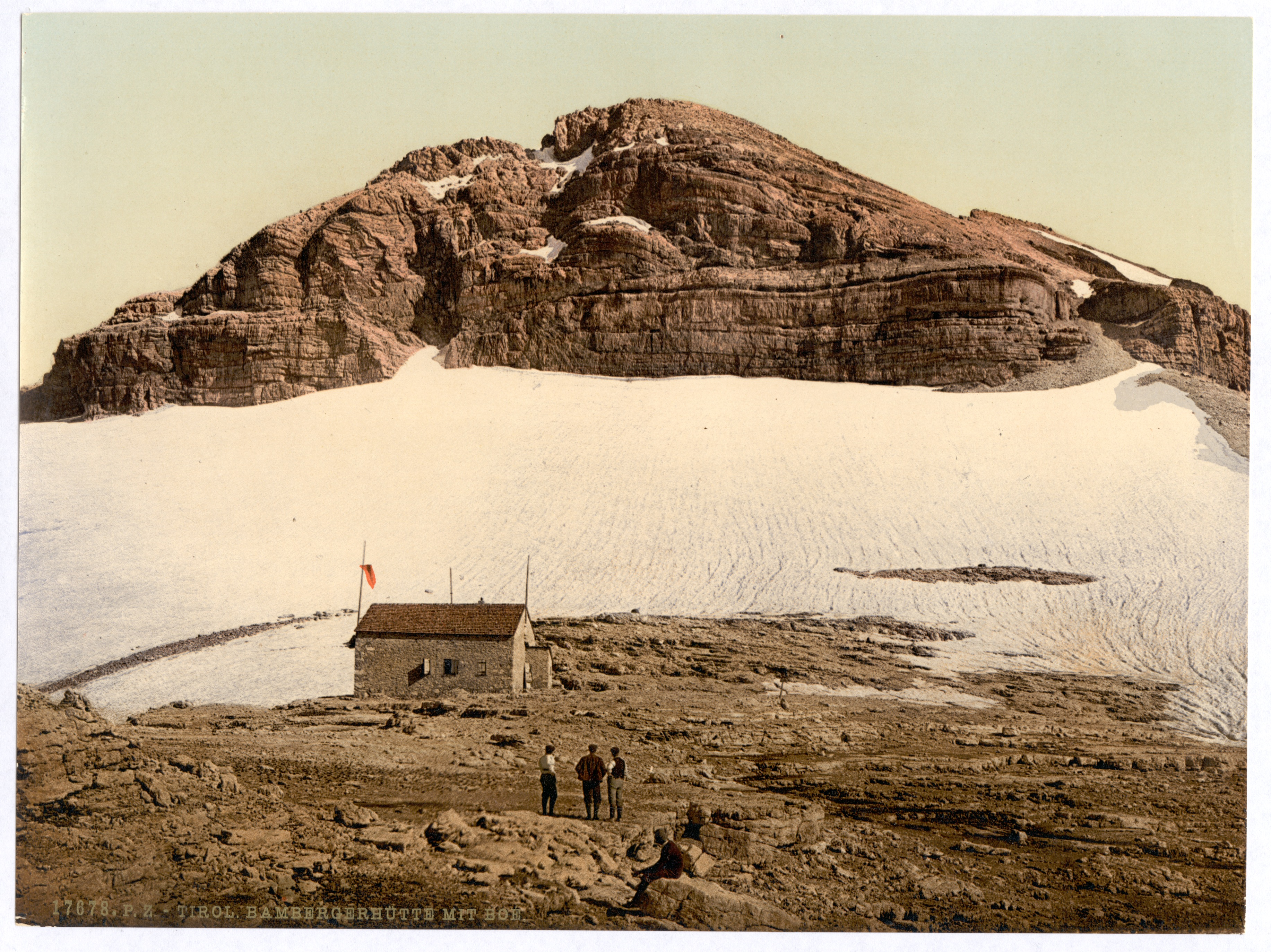
Bambergerhütte pod Piz Boè - fotochromový tisk (kolem roku 1895)

Chatu postavila v roce 1894 bamberská sekce Německého a rakouského alpského klubu jako zděnou budovu s velkou terasou a pojmenovala ji Bambergerhütte. Po zničení chaty v první světové válce byla v roce 1921 spolu s dalšími 13 chatami DÖAV převedena na Società degli Alpinisti Tridentini (SAT), největší dílčí organizaci CAI. V roce 1924 byla znovu otevřena jako Boèhütte a v následujících letech a desetiletích se opakovaně rozšiřovala.
V roce 1992 vybavila hygienická služba (Servizio Opere Igienico Sanitarie) autonomní provincie Trento chatu experimentálním zařízením na úpravu a biologické čištění odpadních vod.
V letech 2018 až 2020 proběhly v horské chatě opět rozsáhlé renovační a rozšiřovací práce. Přístavba z dřívějších let, v níž se dříve nacházela jídelna, byla zbourána a nahrazena novou budovou (stavební objem: 3 306 m3). Zachovalá původní budova (1334 metrů3) byla zrekonstruována a zmodernizována. Nadmořská výška a s ní spojené krátké léto způsobily, že renovační práce trvaly po tak dlouhou dobu.

## Túry
Chata Boèhütte leží na stezce Dolomiten-Höhenweg č. 2 a obvykle se navštěvuje v kombinaci s výstupem na vrchol Piz Boè. V zimě se nachází na oblíbeném lyžařském sjezdu údolím Mittagstal.

### Přístup k chatě
- ze Sass Pordoi (horní stanice lanové dráhy, 2950 m): 1 hodina
- od horské chaty Pisciadùhütte (2585 m): 2 hodiny
- z průsmyku Passo Pordoi (2239 m): 2,5 hodiny
- od horské chaty Franz-Kostner-Hütte (2536 m): přes Piz Boè 2,5–3 hodiny
- z Rifugio Monte Pallidi, Pian de Schiavaneis (1850 m): přes Val Lasties 2½–3 hodiny
- z průsmyku Passo Gardena (2121 m): přes chatu Pisciadùhütte 3,5 hodiny
- z obce Colfosco (1640 m): údolím Mittagstal 4 hodiny
- z průsmyku Passo Sella (2249 m): via ferrata Pößnecker (D) 4,5–5 hodin.

### Turistické cíle
- Piz Boè (Capanna Fassa, 3152 m): 1 hodina
- Sass Pordoi (2950 m): 1 hodina
- Piz Miara (2964 m): 1 hodina
- Pisciadùspitze (2985 m): 1¼ hodiny